# Andreas Lawaty
Andreas Lawaty (ur. 10 marca 1953 w Bytomiu) – niemiecki historyk i slawista.

## Życiorys
Absolwent slawistyki i historii Europy Wschodniej Portland State University i uniwersytetu we Frankfurcie. W 1982 r. uzyskał doktorat na Uniwersytecie w Gießen (promotor Klaus Zernack). W latach 1982–2002 pracownik Niemieckiego Instytutu Kultury Polskiej w Darmstadt (zastępca dyrektora Karla Dedeciusa). W latach 2002–2010 pracownik Institut für Kultur und Geschichte der Deutschen in Nordosteuropa, placówki poświęconej badaniom historii Europy Północno-Wschodniej przy Uniwersytecie w Hamburgu. Autor i edytor prac naukowych, bibliograficznych, historycznych, kulturoznawczych z zakresu historii stosunków polsko-niemieckich oraz Europy Środkowo-Wschodniej. Redaktor 50-tomowej serii literatury polskiej w przekładzie niemieckim – Polnische Bibliothek (1982–2000). Członek zarządu niemieckiego Stowarzyszenia Historyków Europy Wschodniej (2006–2011). W latach 2008–2011 był prezesem Johann Gottfried Herder-Forschungsrates.

## Odznaczenia i nagrody
W 2000 został odznaczony Krzyżem Kawalerskim Orderu Zasługi Rzeczypospolitej Polskiej, Medalem „za zasługi dla rozwoju uczelni” Uniwersytetu Mikołaja Kopernika w Toruniu, Nagrodą Naukową im. Adama Łysakowskiego Stowarzyszenia Bibliotekarzy Polskich.

## Wybrane publikacje
- Das Ende Preussens in polnischer Sicht. Zur Kontinuität negativer Wirkungen der preussischen Geschichte auf die deutsch-polnischen Beziehungen (= Veröffentlichungen der Historischen Kommission zu Berlin. Band 63). de Gruyter, Berlin 1986, ISBN 3-11-009936-5 (Zugleich: Gießen, Universität, Dissertation, 1982).
- (współautor Marek Zybura), Czesław Miłosz im Jahrhundert der Extreme. Ars poetica – Raumprojektionen – Abgründe – Ars translationis (= Studia Brandtiana. Band 8). fibre, Osnabrück 2013, ISBN 978-3-938400-85-2.
- (współautor Marek Zybura), Gombrowicz in Europa. Deutsch-polnische Versuche einer kulturellen Verortung (= Veröffentlichungen des Nordost-Instituts. Band 2). Harrassowitz, Wiesbaden 2006, ISBN 3-447-05368-2.
- (współautor Marek Zybura), Tadeusz Różewicz und die Deutschen (= Veröffentlichungen des Deutschen Polen-Instituts Darmstadt. Band 17). Harrassowitz, Wiesbaden 2003, ISBN 3-447-04814-X.
- (współautor: Hubert Orłowski), Deutsche und Polen. Geschichte, Kultur, Politik. C. H. Beck, München 2003, ISBN 3-406-49436-6.
- Ost West Basar. Ansprachen, Essays, Würdigungen aus den Jahren 1985–1995. Karl Dedecius zum 75. Geburtstag. Ammann, Zürich 1996, ISBN 3-250-10283-0.
- (współautor: Ewa Kobylińska), Religion und Kirche in der modernen Gesellschaft. Polnische und deutsche Erfahrungen (= Veröffentlichungen des Deutschen Polen-Instituts Darmstadt. Band 8). Harrassowitz, Wiesbaden 1994, ISBN 3-447-03475-0.

## Publikacje w języku polskim
- Polacy i Niemcy: 100 kluczowych pojęć, oprac. Ewa Kobylińska, Andreas Lawaty i Rüdiger Stephan, teksty aut. niem. tł. Marek Zybura, Warszawa: Biblioteka „Więzi” 1996
- „Nasz nauczyciel Tadeusz”. Tadeusz Różewicz i Niemcy, red. Andreas Lawaty, Marek Zybura, przeł. Jacek Dąbrowski, Kraków: Towarzystwo Autorów i Wydawców Prac Naukowych „Universitas” 2003.
- Polacy i Niemcy: historia, kultura, polityka, red. Andreas Lawaty, Hubert Orłowski, z inicjatywy Fundacji Roberta Boscha przy współpr. Deutsches Polen-Institut w Darmstadt, Poznań: Wydawnictwo Poznańskie 2003.
- Intelektualne wizje i rewizje w dziejach stosunków polsko-niemieckich XVIII-XXI wieku, przekł. Jacek Dąbrowski, Justyna Górny, Janusz Kawecki, Katarzyna Leszczyńska, Jeremi Sadowski, Marek Zybura, Kraków: Towarzystwo Autorów i Wydawców Prac Naukowych Universitas – na zlec. Centrum Studiów Niemieckich i Europejskich im. Willy Brandta Uniwersytetu Wrocławskiego 2015.